# 1795 aux États-Unis
Pour des articles plus généraux, voir Chronologie des États-Unis et 1795.
Chronologie des États-Unis
- 1791
- 1792
- 1793
- 1794
- 1795
- 1796
- 1797
- 1798
- 1799

Cette page concerne des événements d'actualité qui se sont produits durant l'année 1795 du calendrier grégorien aux États-Unis.

## Gouvernement
- Président : George Washington (Sans étiquette)
- Vice-président :  John Adams (Fédéraliste)
- Secrétaire d'État : Edmund Randolph puis Secrétaire d'État intérimaire : Timothy Pickering à partir du 20 août, puis Secrétaire d'État : Timothy Pickering à partir du 10 décembre
- Chambre des représentants - Président : Frederick Muhlenberg (texte=Anti-Administration) puis Jonathan Dayton (Fédéraliste) à partir du 7 décembre

## Événements
- 1er mai :  

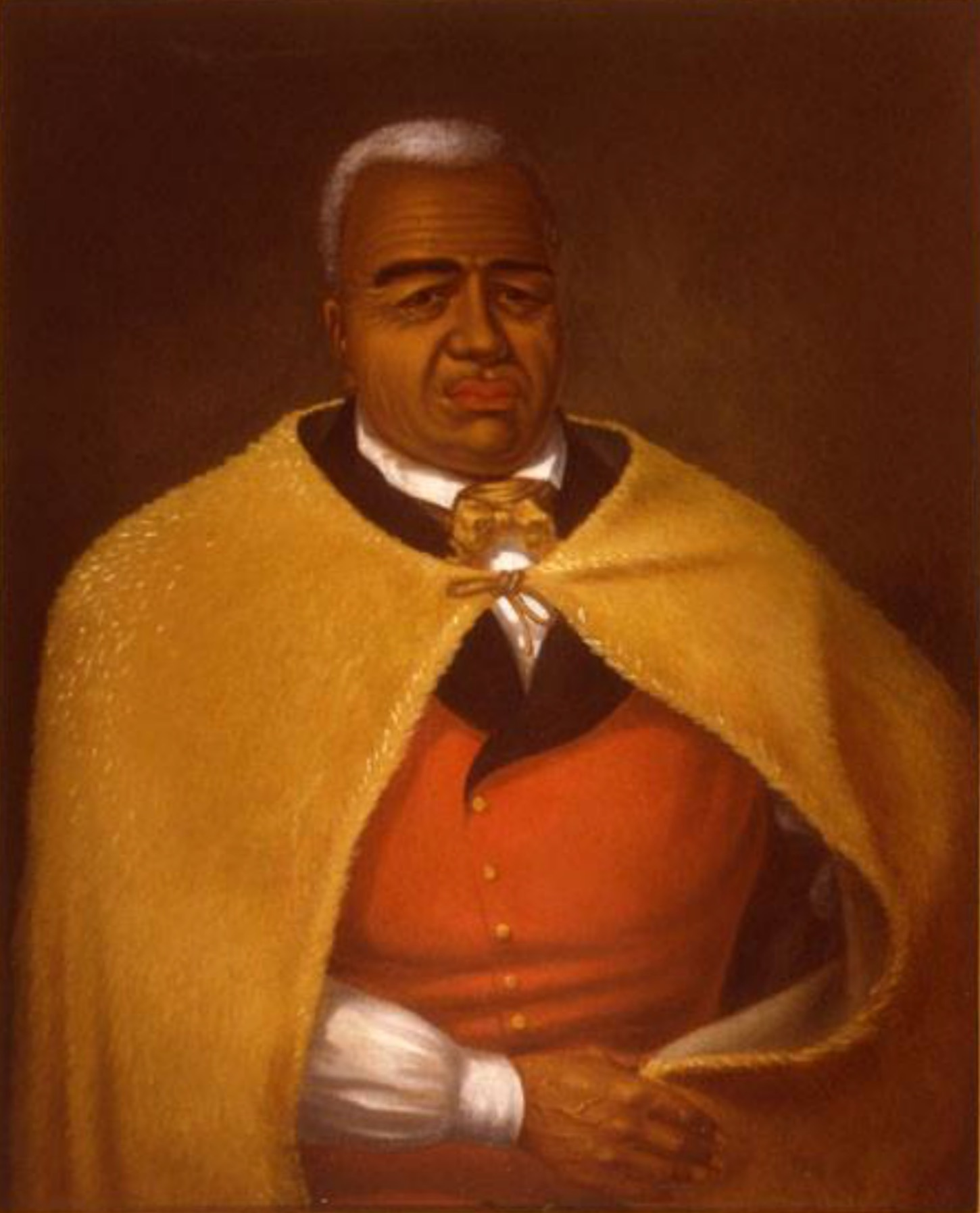
Portrait de Kamehameha Ier

  - Le drapeau est modifié à la suite des entrées du Vermont (en 1791) et du Kentucky (en 1792) dans l'Union, le nombre d'étoiles et le nombre de bandes passent à quinze[1].
  - Kamehameha Ier de l'île d'Hawaï met  en défaite les Oahuans, solidifiant sa commande des îles principales de l'archipel et fondent officiellement le royaume d'Hawaï.
- 4 juillet :  début de la construction de  la Massachusetts State House[2]. Un chemin de fer en bois à Beacon Hill (Boston) transporte les excavations en bas de la colline pour dégager la terre.

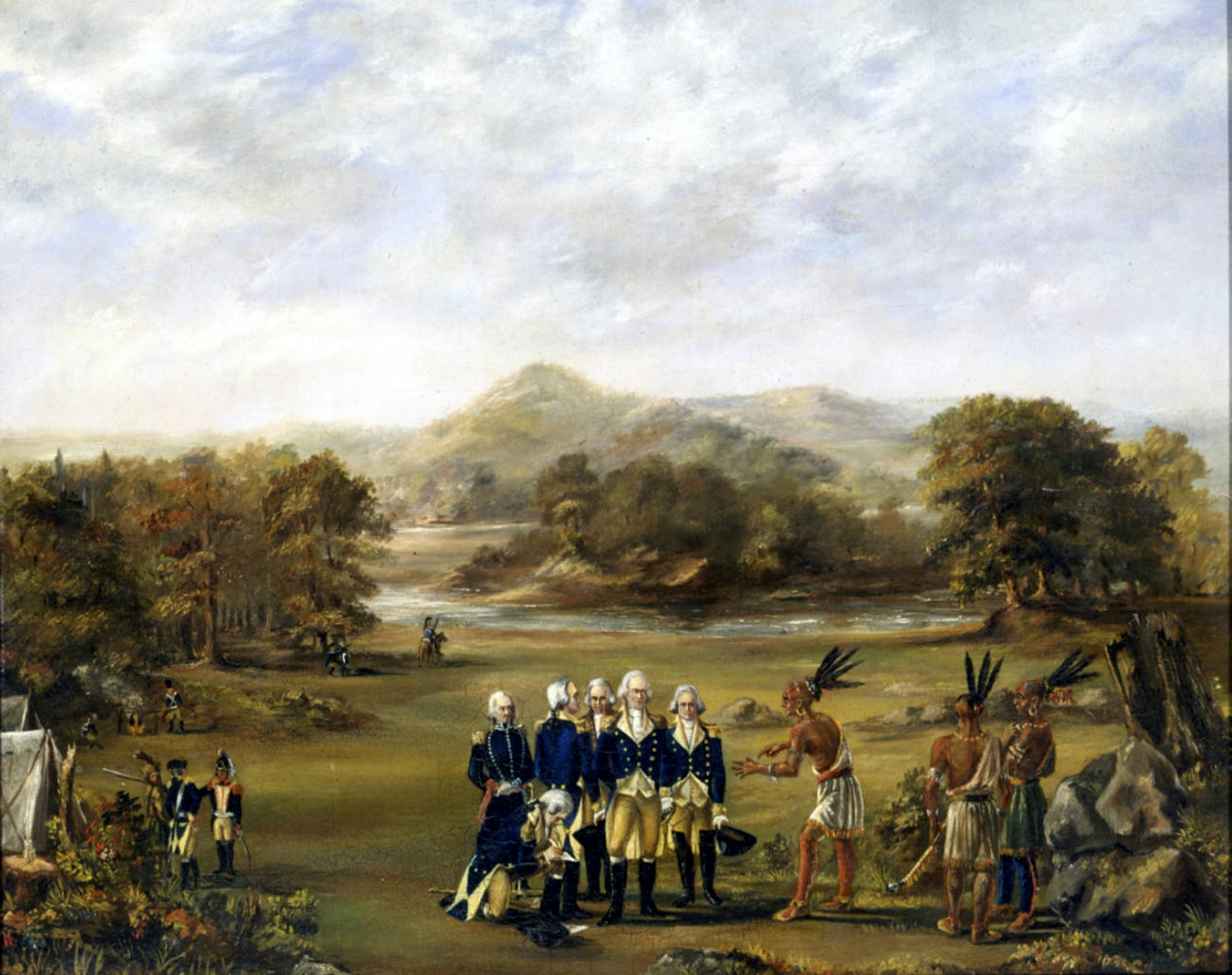
Scène du Traité de Greenville

- 3 août : le traité de Greenville stipule qu’en échange de marchandises diverses (couvertures, ustensiles, animaux domestiques,…) d'une valeur approximative de 20 000 dollars, les amérindiens offrirent un territoire couvrant l'état actuel de l'Ohio, la région des villes de Chicago et de Détroit. Le traité a établi la "Frontière du traité de Greenville" qui fit office de frontière durant plusieurs années entre les terres colonisées par les blancs et les terres amérindiennes. La limite fut néanmoins souvent franchie par les colons blancs qui bafouaient les termes du traité. La frontière commençaient à Cleveland jusque Carrollton (Kentucky) en passant par Bolivar (Ohio).
- 5 septembre : un Traité de paix et d'amitié américano-algérien est signé entre les États-Unis et la régence d'Alger.

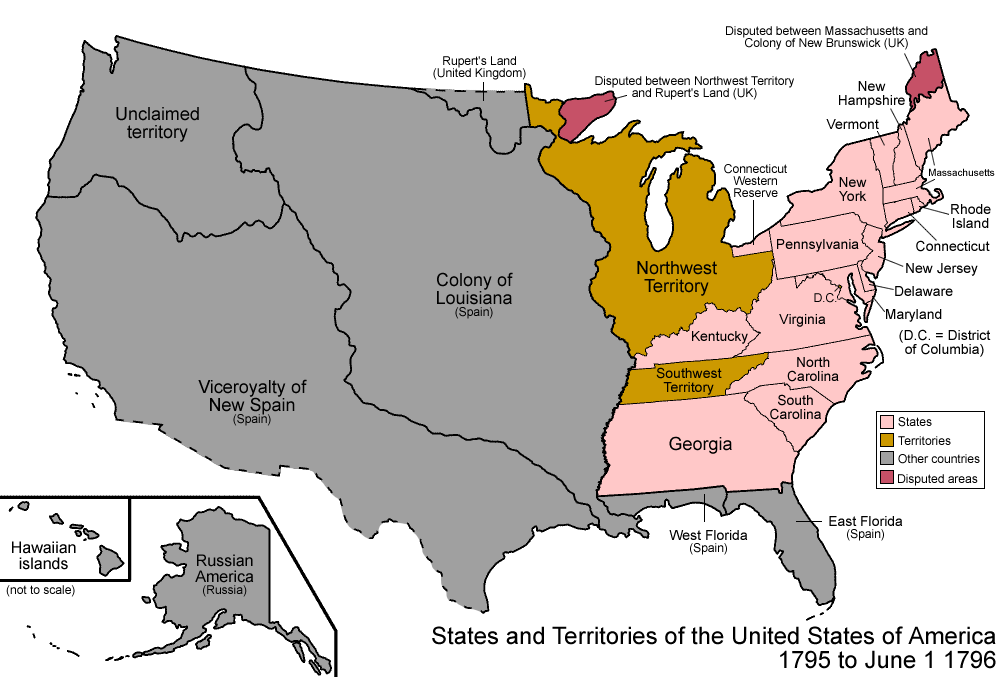
27 octobre 1795 - 1er juin 1796

- 27 octobre : les États-Unis et l'Espagne signent le Traité de Madrid, qui établit la frontière nord de la Floride Occidentale sur le 31e parallèle[3].

## Naissances
- 18 février : George Peabody, (décède en 1869), est un homme d'affaires américain.
- 19 mai : Johns Hopkins, (né dans le comté d'Anne Arundel, Maryland ; † 24 décembre 1873 à Baltimore, Maryland) était un homme d'affaires américain et un philanthrope.
- 2 novembre : James Knox Polk, (décède en 1849), est le onzième président des États-Unis. Il est élu pour un mandat de 1845 à 1849.
- 12 novembre : Thaddeus William Harris, est un médecin et un entomologiste et un bibliothécaire américain, né à Dorchester dans le Massachusetts et mort le 16 janvier 1856 à Cambridge dans le Massachusetts.

## Décès

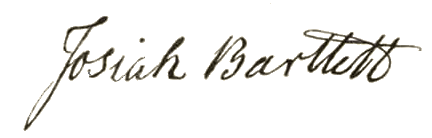
Signature de Bartlett

- 18 mai : Robert Rogers, ou Rodgers (né le 7 novembre 1731), était un homme de la frontière des Treize colonies.
- 19 mai : Josiah Bartlett, né en 1729, était un médecin américain, politicien, délégué du New Hampshire au Congrès continental, signataire de la déclaration d'indépendance des États-Unis.

#### Articles généraux
- Histoire des États-Unis de 1776 à 1865
- Évolution territoriale des États-Unis
- Histoire de la Louisiane
- Réfugiés français de Saint-Domingue en Amérique

#### Articles sur l'année 1795 aux États-Unis
- Traité de Madrid (1795)
- Traité de Londres (1795) (Voir : 19 novembre 1794 aux États-Unis)
- Traité de paix et d'amitié américano-algérien
- Traité de Greenville
- Drapeau des États-Unis